# KAB-500KR
KAB-500KR je opticky naváděná puma typu „vystřel a zapomeň“ vyvinutá pro sovětské letectvo v roce 1980. Je určena k ničení stacionárních pozemních cílů malé velikosti, jako jsou železobetonové bunkry, přistávací dráhy, železniční a dálniční mosty nebo vojensko-průmyslová zařízení. Puma byla vyvinuta a je dodnes vyráběna státním výzkumně-výrobním podnikem "Region".

## Konstrukce a vlastnosti
KAB-500Kr je obdobou americké pumy GBU-15. Vznikla z 500kg pumy FAB-500, ke které bylo přidáno elektrooptické navádění. Puma není poháněna žádným motorem a trajektorie letu je regulována pouze přídavnými řídicími křidélky. Průbojná hlavice je schopna proniknout železobetonem o síle až 1,5 m. Cíl může být uzamčen na vzdálenost do 15 až 17 km v závislosti na viditelnosti.

## Nasazení

### První válka v Čečensku
Přestože ruské letectvo používalo během první války v  Čečensku hlavně neřízené rakety (S-5, S-8, S-24) a tzv. „hloupé bomby“ (FAB-250 a FAB-5000), 2,3 % cílů bylo bombardováno přesně naváděnou municí. Kromě KAB-500KR byly použity také laserem naváděné pumy KAB-500L a rakety Ch-25ML.

### Ruská intervence v Sýrii
Během ruské intervence v Sýrii na straně režimu Bašára al-Asada byly použity kromě nenaváděné munice také přesně naváděné pumy, včetně KAB-500KR.[chybí lepší zdroj]

## Specifikace
- Celková hmotnost: 520 kg
- Hmotnost hlavice: 380 kg
- Průměr: 0,35 m
- Délka: 3,05 m
- Výška vypuštění: 0,5 – 5 km
- Nosič:
  - Suchoj Su-24M
  - Suchoj Su-25T
  - Suchoj Su-27SM
  - Suchoj Su-30MK [4]
  - Suchoj Su-34
  - MiG-29SM

## Uživatelé
Rusko
- Ruské letectvo